# Pseudomyrmex browni
Pseudomyrmex browni é uma espécie de formiga do género Pseudomyrmex, subfamilia Pseudomyrmecinae. Foi descrita por Kempf em 1967.